# Среднее (Полтавская область)
Среднее (укр. Середнє) — село,
Петракеевский сельский совет,
Хорольский район,
Полтавская область,
Украина.
Код КОАТУУ — 5324884405. Население по переписи 2001 года составляло 29 человек.

## Географическое положение
Село Среднее находится в 1,5 км от города Хорол,
в 0,5 км от села Куторжиха.
По селу протекает пересыхающий ручей с запрудой.
Рядом проходят автомобильная дорога Т-1716 и
железная дорога, станция Хорол в 2,5 км.

## История
Село указано на трехверстовке Полтавской области. Военно-топографическая карта.1869 года как хутор Середы